# André Caye
André Lúcio Caye es un deportista brasileño que compitió en piragüismo en la modalidad de aguas tranquilas. Ganó dos medallas en los Juegos Panamericanos, bronce en 1999 y plata en 2003.

## Palmarés internacional
| Juegos Panamericanos | Juegos Panamericanos            | Juegos Panamericanos | Juegos Panamericanos |
| Año                  | Lugar                           | Medalla              | Competición          |
| -------------------- | ------------------------------- | -------------------- | -------------------- |
| 1999                 | Winnipeg (Canadá)               | Medalla de bronce    | K4 1000 m            |
| 2003                 | Santo Domingo (Rep. Dominicana) | Medalla de plata     | K4 1000 m            |